# Rouille du caféier
La rouille du caféier, ou rouille des feuilles du caféier, est une maladie fongique qui affecte les caféiers causée par des champignons basidiomycètes, Hemileia vastatrix et Hemileia coffeicola, et répandue dans toutes les régions caféicoles du monde. 
Cette maladie affecte d'abord les feuilles et est favorisée par l'humidité et une température optimum comprise entre 22 et 24 °C. C'est l'une des plus graves maladies susceptibles d'affecter les caféiers, qui entraîne des pertes de rendement et des baisses de qualité du produit, avec des conséquences économiques graves dans les pays concernés.

## Histoire
La rouille du caféier est largement présente chez les caféiers sauvages d'Éthiopie, mais à un niveau modéré, sans dommages pour les plantes. Elle a été signalée pour la première fois dans la région du lac Victoria sur des caféiers sauvages, puis a été décrite scientifiquement pour la première fois en 1868 à Ceylan (Sri Lanka) au jardin botanique de Peradeniya. La maladie s'est répandue dans l'île et en moins de 20 ans a entraîné la destruction de nombreuses plantations de caféiers et finalement la fin de cette culture, souvent remplacée par celle du théier.
Par la suite la maladie s'est répandue dans toutes les zones caféicoles du monde en trois vagues : 
- de 1870 à 1920, elle s'est diffusée dans les bassins de l'océan Indien et de l'océan Pacifique (Inde 1870, Sumatra 1876, îles Fidji 1878, Natal 1878, Java 1878, île Maurice 1880, La Réunion 1882, Madagascar 1886, Indochine 1888, Samoa 1894, Nouvelle-Calédonie 1911, Afrique orientale 1912)[2],
- dans les années 1950 et 1960, elle s'est répandue dans les nouvelles plantations d'Afrique occidentale,
- avant de traverser l'océan Atlantique, malgré les mesures de quarantaine, à la fin des années 1960 pour se répandre dans les zones caféicoles d'Amérique dans les années 1970 et 1980. La première apparition de la rouille du caféier sur le continent américain s'est produite en 1970 dans l'État de Bahia au Brésil[3].